# Ермолаев, Феогент Филиппович
Феогент Филиппович Ермолаев (1920-1944) — капитан Рабоче-крестьянской Красной Армии, участник Великой Отечественной войны, Герой Советского Союза (1945).

## Биография
Феогент Ермолаев родился 14 января 1920 года в селе Огнёвка (ныне — Усть-Коксинский район Республики Алтай) в семье крестьянина. Получил среднее образование, после чего работал в колхозе. В декабре 1940 года Ермолаев был призван на службу в Рабоче-крестьянскую Красную Армию. С июня 1941 года — на фронтах Великой Отечественной войны. Принимал участие в боях на Центральном, Западном и 2-м Белорусском фронтах. 8 июля 1942 года был тяжело ранен. К июню 1944 года капитан Феогент Ермолаев был заместителем командира стрелкового батальона 459-го стрелкового полка 42-й стрелковой дивизии 49-й армии 2-го Белорусского фронта. Отличился во время освобождения Могилёвской области Белорусской ССР.
Во второй половине июня 1944 года группа бойцов под командованием Ермолаева переправилась через Днепр в районе деревни Добрейка Шкловского района и захватила плацдарм на его западном берегу, а затем выбила немецкие войска из траншей. В критический момент Ермолаев поднял своих бойцов в атаку. Его действия способствовали успешной переправе основных сил. 28 июня 1944 года группа Ермолаева перерезала шоссе Минск-Могилёв, захватила и уничтожила около 500 немецких автомашин с грузами. 9 октября 1944 года Ермолаев погиб в бою на территории Польши. Похоронен в районе деревни Дрогошево к юго-западу от Ломжи.
Указом Президиума Верховного Совета СССР от 24 марта 1945 года за «образцовое выполнение боевых заданий командования на фронте борьбы с немецкими захватчиками и проявленные при этом мужество и героизм» капитан Феогент Ермолаев посмертно был удостоен высокого звания Героя Советского Союза. Также был награждён орденом Ленина, двумя орденами Красной Звезды, орденом Отечественной войны 2-й степени.